# Мадаваска (приток Сент-Джона)
Мадаваска (англ. Madawaska River, фр. Rivière Madawaska) — река в Канаде, левый приток реки Сент-Джон. Длина реки составляет 37 км.
Река берёт начало в провинции Квебек, в юго-восточном углу озера Темискуата, течёт на юго-восток через город Дежели, пересекает границу провинции Нью-Брансуик и впадает в реку Сент-Джон в центре города Эдмундстон, напротив американского города Мадавоска. С конца XVII века река стала частью водного маршрута из залива Фанди в реку Святого Лаврентия. Вдоль реки в 1862 году была проложена дорога, которая сейчас является частью трансканадского шоссе, а в 1886 году по тому же маршруту была построена железная дорога. Высота истока — 150 м над уровнем моря.